# Exotela umbellina
Exotela umbellina är en stekelart som först beskrevs av Nixon 1954.  Exotela umbellina ingår i släktet Exotela och familjen bracksteklar. Arten är reproducerande i Sverige. Inga underarter finns listade i Catalogue of Life.